# Wikiquote
Wikiquote es una colección de citas célebres de personajes famosos, libros y proverbios. Se realiza de forma colaborativa a través de Internet, bajo la licencia libre GFDL, y basándose en tecnología wiki. Se basa en una idea de Daniel Alston, implementada por Brion Vibber.
Es un proyecto hermano de Wikipedia, auspiciado también por la Fundación Wikimedia, y que utiliza el mismo software, MediaWiki.
Aunque hay muchas colecciones en línea de citas, Wikiquote se distingue por estar entre las pocas que ofrecen una oportunidad para que los visitantes contribuyan y las muy pocas que se esfuerzan por proporcionar fuentes exactas para cada cita, así como correcciones de citas mal atribuidas. Las páginas de Wikiquote están entrecruzadas con artículos sobre personalidades notables en Wikipedia.

## Principales Wikiquote y su evolución
El interés por Wikiquote hizo crecer el proyecto. El 13 de noviembre de 2004, la versión en inglés alcanzó los 2000 artículos. En marzo de 2005, antes de que el subdominio en inglés alcanzara los 3000 artículos, Wikiquote entre todos sus idiomas ya presentaba 10 000 páginas. Al concluir 2005 ya había 7 Wikiquotes con más de 2000 artículos de citas (como antes, sin contar páginas de discusión, de redirección ni de ayuda), mientras Wikiquote en español superaba los mil.

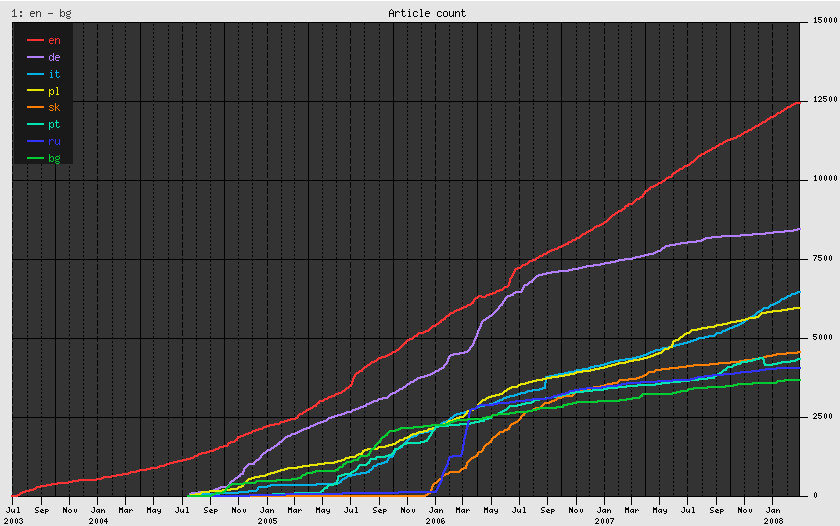
Crecimiento de Wikiquote hasta mayo de 2006, cuando los proyectos en alemán y en inglés se acercaban a los 7000 artículos. No aparece Wikiquote en francés, que tuvo que cerrar.

En enero de 2006, 26 proyectos estaban activos (en el sentido de que tenían al menos un artículo legítimo de citas y registraron al menos una edición en el mes).
En abril, Wikiquote en francés (el tercer proyecto en número de artículos) fue cerrada por problemas legales, ya que parte del contenido podía violar derechos de bases de datos. El 4 de diciembre de 2006 fue reabierta, y, un año después, había superado los 800 artículos.

Logo propuesto para Wikiquote en español

| Fecha                   | Evento |
| ----------------------- | --- |
| 27 de junio de 2003     | Temporalmente en idioma wólof, Wikipedia (wo.wikipedia.com). |
| 10 de julio de 2003     | Subdominio propio creado (quote.wikipedia.org). |
| 25 de agosto de 2003    | Dominio propio creado (wikiquote.org). |
| 17 de julio de 2004     | Nuevos idiomas añadidos. |
| 13 de noviembre de 2004 | La edición en inglés alcanza las 2000 páginas. |
| noviembre de 2004       | Alcanza 24 idiomas. |
| marzo de 2005           | Alcanza 10 000 páginas en total. La edición en inglés tiene cerca de 3000 páginas. |
| junio de 2005           | Alcanza 34 idiomas, incluyendo uno clásico (latín) y uno artificial (esperanto) |
| 4 de noviembre de 2005  | Wikiquote en inglés alcanza las 5000 páginas. |
| abril de 2006           | Wikiquote francés retirado por razones legales. |
| 4 de diciembre de 2006  | Wikiquote francés reiniciado. |
| 7 de mayo de 2007       | Wikiquote en inglés alcanza las 10,000 páginas. |
| julio de 2007           | Alcanza 40 idiomas. |
| febrero de 2010         | Alcanza un total de 100,000 artículos entre todos los idiomas. |
| octubre de 2011         | Entra en el ranking mundial superior Alexa 2500. |
| mayo de 2016            | Alcanza un total de 200,000 artículos entre todos los idiomas. |
| enero de 2018           | Introducido en el curriculum de las asociaciones nacionales entre escuelas y organizaciones sin fines de lucro, del Ministero dell'istruzione, dell'università e della ricerca, Italia |

## Recepción
Wikiquote ha sido sugerido como «un gran punto de partida para una búsqueda de citas» con solo citas disponibles que acreditan su fuente de origen. También contiene una colección de citas mal atribuidas y sus posibles orígenes. En este contexto, Wikiquote se ha reconocido como uno de los proyectos de Wikimedia que contribuyen al combate contra la desinformación, especialmente dada la existencia en Internet de numerosos sitios web que replican citas sin proporcionar atribuciones a fuentes confiables y verificables. Se puede utilizar para el análisis para producir afirmaciones como «Albert Einstein es probablemente la figura más citada de nuestro tiempo».